# Menzélia
El Menzélia - (rus) Мензеля - és un riu de Rússia. És un afluent per l'esquerra de l'Ik, i desemboca a l'embassament de Nijnekamsk. Passa per la República del Tatarstan. Té una llargada de 147 km i una conca de 2.120 km². Neix a 2 km a l'oest de Novi Menzeliabaix, al raion de Sarmanovski (Tatarstan). Els seus afluents principals són els Kholódnaia, el Maitxli, l'Igània i l'Urguda. La principal vila que hi ha al seu pas és Menzelinsk. Des del 1978 està protegit com a monument natural del Tatarstan.